# Рукопашный бой
Рукопа́шный бой — рациональное применение грубой физической силы с использованием специальных приёмов борьбы, ударной техники.
- ближний бой с активным применением холодного оружия и стрельбой в упор (как вид боевых действий, в более широком смысле);
- схватка без применения  огнестрельного оружия, или вообще без оружия (руками и ногами, различными предметами, оказавшимися под рукой), целью которой является полная нейтрализация противника путем обездвиживания, причинения ему серьезных травм или убийства;
- военно-прикладная научная и учебная дисциплина, изучающая применение в схватке холодного оружия либо бой без оружия;
- спортивное единоборство, обычно рассматриваемое как часть системы подготовки военнослужащих армии, флота, авиации и различных силовых структур.

## История
До появления огнестрельного оружия рукопашный бой был основным видом боевых действий (единственной альтернативой ему было применение метательного оружия). Но с развитием огнестрельного оружия значение рукопашного боя уменьшилось.
Во время Первой мировой войны стали распространенными рукопашные схватки в траншеях. В них солдат не мог полностью рассчитывать на свою винтовку со штыком, которая не годилась для схватки в тесной траншее. В таких схватках использовались дубинки, кастеты, ножи, саперные лопатки.
Поэтому после Первой мировой войны в Великобритании появились военно-боксёрские школы, во Франции солдат стали учить национальному единоборству сават и фехтованию тростью, на американском флоте внедрили джиу-джитсу. Нил Ознобишин, который был чемпионом Москвы по боксу и с 1918 по 1926 год занимался обучением бойцов РККА рукопашному бою, систематизировал свой опыт в книге «Искусство рукопашного боя», изданной в 1930 году. В 1940 году в СССР был издан «Курс самозащиты без оружия самбо» Владислава Волкова как учебник для школ НКВД.
Особую роль в развитии рукопашного боя в армиях Европы и США сыграл британец Уильям Фэйрберн, который в 1930-х годах служил в Шанхайской муниципальной полиции, а во время Второй мировой войны занимался обучением британских коммандос и рейнджеров Армии США рукопашному бою. В 1942 году он обобщил свои знания в руководстве «Get tough!» («Стань крутым»).
Когда в СССР 24 октября 1950 года был подписан приказ о создании сорока шести армейских рот специального назначения, то разработкой методики обучения их бойцов рукопашному бою занялся Анатолий Харлампиев. В 1969 году при его содействии в СССР прошли первые показательные выступления по каратэ на базе Рязанского высшего воздушно-десантного командного училища. Позднее каратэ было введено в программу подготовки бойцов ВДВ СССР, хотя формально проводились занятия по «рукопашному бою». А когда в начале 1980-х годов в СССР была установленая уголовная ответственность «за незаконное обучение каратэ», термин «каратэ» был полностью заменён на «рукопашный бой». Армейский рукопашный бой как военно-прикладной вид спорта появился в 1979 году, когда в Каунасе на спортивной базе 7-й гвардейской воздушно-десантной дивизии состоялся первый чемпионат ВДВ СССР. С тех пор чемпионаты ВДВ по армейскому рукопашному бою стали проводиться ежегодно.
Своя школа рукопашного боя была создана в КГБ СССР и МВД СССР. Поскольку соревнования по этому виду рукопашного боя проводились спортивным обществом «Динамо», она стала называться «динамовской версией рукопашного боя». На созданных в 1969 году Курсах усовершенствования офицерского состава КГБ СССР (КУОС) преподавалась методика рукопашного боя, разработанная Борисом Васюковым.
Практически во всех странах мира военнослужащих и полицейских обучают не просто рукопашному бою без оружия, а ближнему бою как с использованием огнестрельного и холодного оружия, так и без него, а также c использованием любых специальных или подручных средств. При этом методики армейского и полицейского рукопашного боя различаются, так как в первом случае целью является максимально быстрое физическое уничтожение противника и выживание, а во втором случае целью является задержание преступника, хотя иногда и военнослужащему необходимо взять противника живым, а полицейскому ничего не остается, как уничтожить преступника. В любом случае в обоих видах ближнего боя, в отличие от спортивных единоборств, применяются очень жесткие приемы.

### Рукопашный бой в российской военной подготовке (до1917 года)
Рукопашный бой в российских гвардии, армии и полиции развивался, в основном, по трём направлениям:
- В Русских гвардии, армии нижними чинами изучалась в основном техника штыкового боя. Безоружный бой (удары руками и ногами, броски, болевые приёмы) считался частью штыкового боя и имел меньшее значение в сравнении с изучением штыковых приёмов.
- В армии фехтование шпагой (до второй половины XIX века) изучалось офицерами, саблей, шашкой и пикой офицерами и нижними чинами. В полиции изучалось фехтование саблей и шашкой.
- С конца XIX века в полиции изучалась борьба джиу-джитсу.

### Рукопашный бой в армейской подготовке в СССР (до 1941 года)
Накануне Великой Отечественной войны рукопашный бой преподавался на основе наставлений и руководств. При этом были разработаны ведомственные системы рукопашного боя. В основе обучения было положено искусство штыкового боя. Отдельно изучались приёмы боя против невооруженного противника, и противника вооружённого огнестрельным и холодным оружием. Отдельно, для выполнения специальных заданий, преподавалось искусство ножевого боя. С начала 1930-х годов рукопашный бой был включён в программу подготовки войск НКВД. С открытием секции, в середине 1940-х годов при ДСО «Динамо», рукопашный бой приобретает и спортивную направленность.

### Рукопашный бой как спортивное единоборство в СССР
В период запрета на карате в СССР с 1984 года многие тренеры по карате стали тренерами по рукопашному бою, особенно это легко было сделать секциям при обществе «Динамо», в милиции, армии, на флоте. С конца 1980-х в России проводятся внутриведомственные и вневедомственные соревнования по спортивному рукопашному бою различного уровня. С 1986 года в России действует Общероссийская федерация рукопашного боя. В настоящее время в России также действуют Федерация армейского рукопашного боя России, Международная Федерация полноконтактного рукопашного боя, Всероссийская федерация спортивного рукопашного боя, а также несколько федераций русского рукопашного боя.

### Рукопашный бой в современной России
Практически равнозначными являются понятия «Рукопашный бой КГБ СССР» и «Советское оперативное карате» (по версии КГБ СССР). Рукопашным боем свою технику называть стали также те, кого не прельщала восточная экзотика, и в боевых искусствах они искали прикладной аспект. Существует также ряд стилей, которые позиционируют себя как преемников неких древнерусских и древнеславянских традиций, однако их отношение к техникам и методикам обучения в военных формированиях тех исторических периодов, на которые они ссылаются, спорно и, чаще всего, ничем не подтверждено. Таким образом, эти системы можно с уверенностью назвать авторскими. Рукопашный бой активно развивают организации ветеранов афганской войны. В 2003 году в Кисловодске создана Международная Федерация полноконтактного рукопашного боя.
Рукопашный бой в ЕВСК рассматривается как часть системы подготовки бойцов различных ведомств, в том числе армии (Армейский рукопашный бой). Комплексные соревнования проводятся в два тура. В первом туре (показательные соревнования) демонстрируется техника защиты от вооружённого (пистолет, нож, палка) соперника, во втором (зачётно-квалификационном) — проводятся поединки в амуниции (перчатки, шлем, футы, кимоно).
Существуют и менее жёсткие спортивные направления рукопашного боя. Многие относят к ним также различные не относящиеся к силовым структурам направления и восточные единоборства, что, по мнению некоторых экспертов, некорректно.